# Maxi Jazz
Maxi Jazz, właściwie Maxwell Fraser (ur. 15 czerwca 1957 w Londynie, zm. 23 grudnia 2022 tamże) – brytyjski wokalista, znany głównie z występów w zespole Faithless. Wraz z DJ-em Tiësto nagrał utwór „Dance4life”.

## Kariera muzyczna
Maxi Jazz urodził się w Brixton w południowym Londynie. Początki kariery artysty sięgają 1984 roku kiedy to założył zespół The Soul Food Café System po tym, jak rok wcześniej odkrył hip-hop. Po raz pierwszy jego muzykę poznał świat dzięki pirackiej rozgłośni radiowej o nazwie „LWR” w 1987 roku.
W 1989 roku zespół The Soul Food Café System podpisał kontrakt z wytwórnią Tam Tam Records, a ściślej z jej oddziałem o nazwie Savage Records, zajmującym się muzyką taneczną. Dzięki temu został wydany album Soul Food Café. W 1992 roku Maxi założył wytwórnię Namu Records, aby wydawać kolejne nagrania zespołu. W ten sposób światło dzienne ujrzały trzy EP, a zespół skupił się na działalności koncertowej. Z racji swego mało znanego statusu, były to występy przed gwiazdami pierwszego formatu takimi jak Jamiroquai w Amsterdamie, Soul II Soul w Barcelonie oraz inni. Po tej serii koncertów zespół się rozpadł, a Maxi rozpoczął współpracę z Jahem Wobble przy jego albumie Invaders Of The Heart poprzedzoną koncertami z jego zespołem Wobble Collective.
Podczas nagrań w studiu Maxi Jazz spotkał Rollo Armstronga i obaj postanowili stworzyć wspólny zespół, który został nazwany „Faithless” (pol. „niewierność”, „brak wiary”). Do zespołu dołączyli następnie Jamie Catto oraz Sister Bliss. Jako praktykujący i silnie wierzący Sōka Gakkai (odłam buddyzmu), Maxi Jazz wybrał nazwę „Faithless” jako całkowity kontrast do światopoglądu, zarówno jego własnego jak i pozostałych członków zespołu. Nazwa ta powstała w trakcie pisania utworu „Salva Mea”. Rollo poprosił Maxiego, aby napisał utwór o frustracji, a co Maxi mógłby odnieść do swoich własnych przeżyć.
W 2006 roku Maxi zaśpiewał w kompozycji Tiësto, zatytułowanej „Dance4life”. Był to jeden z większych przebojów stylu trance w tym roku. Zaśpiewał także wspólnie z Robbiem Williamsem na składankowym albumie 1 Giant Leap w utworze „My Culture”.
15 czerwca 2007 roku Maxi obchodził swoje pięćdziesiąte urodziny w londyńskim Hyde Parku, występując na zorganizowanym tam O2 Wireless Festival 2007. W trakcie bisów publiczność podziękowała artyście odśpiewaniem popularnego „Happy Birthday”.
W 2011 roku doszło do pierwszego rozwiązania zespołu Faithless, a cztery lata później Maxi założył grającą muzykę gitarową grupę Maxi Jazz & The E-Type Boys.

## Samochody i wyścigi
Maxi Jazz był znany z miłości do samochodów i rajdów. W jego posiadaniu były takie samochody jak:
- Subaru Impreza P1
- Ford Escort Mk2 RS2000
- Ford Sierra Cosworth
- Marcos LM500 R

Maxi uczestniczył w wielu zawodach samochodowych a także stworzył w roku 2000 własny rajd nazwany „Maxi Jazz Racing”. W 2005 roku ścigał się w „Ginetta Cars” a w 2006 i 2007 roku uczestniczył w Porsche Carrera Cup GB na samochodzie Porsche 911 (997). Na terenie Wielkiej Brytanii stracił prawo jazdy w związku z przekroczeniem dozwolonej liczby punktów karnych. W 2001 roku uczestniczył w bardzo groźnym wypadku samochodowym.

## Życie prywatne
Maxi Jazz mieszkał w West Norwood, w Lambeth.
Był kibicem klubu piłkarskiego Crystal Palace. 19 września 2012 roku objął jedno z dyrektorskich stanowisk w tym klubie.
Zmarł we śnie w nocy z 23 na 24 grudnia 2022 roku w wieku 65 lat.

## Dyskografia
z Faithless
z 1 Giant Leap
- 2002 „My Culture” (z 1 Giant Leap oraz Robbiem Williamsem)

solo
- 2006 „Dance4life” (z Tiësto)